# Leptotyphlops melanurus
Leptotyphlops melanurus este o specie de șerpi din genul Leptotyphlops, familia Leptotyphlopidae, descrisă de Werner Theodor Schmidt și Walker 1943. Conform Catalogue of Life specia Leptotyphlops melanurus nu are subspecii cunoscute.